# Брандт, Герман (композитор)
Герман Брандт (нем. Hermann Brandt; 16 января 1840, Берлин — 26 ноября 1893, Берлин) — немецкий композитор-песенник.
Автор популярных песен националистической направленности, особенно часто посвящённых Рейну. Среди наиболее известных работ — романс о любви O Maienzeit, o Liebestraum (с нем. — «О майская пора, о любовная мечта»; 1882) на стихи Виктора Блютгена и «воодушевляющая застольная песня» Vom Rhein der Wein (с нем. — «С рейнских берегов вино»)